# Guo Tu
Guo Tu (? - février 205) conseiller de Yuan Shao à partir de 189, à la fin de la période Han de la Chine.
En l’an 191, accompagné de plusieurs autres, il convainc Han Fu de céder la province de Ji à Yuan Shao. Puis en l’an 195, il s’oppose à l'accueil de l’empereur Xian et à l'édification d'un palais impérial à Ye, soutenant que Yuan Shao y perdrait son indépendance.
Étant en faveur d’une entrée en guerre rapide contre Cao Cao, il conseille à Yuan Shao de faire connaître ses crimes par de nombreux manifestes, ce qui fut fait. De plus, il convainc Yuan Shao de restreindre l’autorité de Ju Shou, et fut ainsi nommé Contrôleur en chef d’une armée. Peu après il propose de s’allier avec Sun Ce pour vaincre Cao Cao, mais l’alliance échoue.
En l’an 200, lorsque le dépôt de Wuchao est incendié, il planifie une attaque du camp de Cao Cao à Guandu, qui échoue. Après la mort de Yuan Shao, il soutient Yuan Tan dans sa lutte pour la succession. Puis en l’an 205, dans une tentative ultime pour défendre Nanpi, il est tué par Yue Jin et la ville tombe aux mains de Cao Cao.